# Epoca Clasică
Epoca clasică (sau Antichitatea clasică) este o perioadă specifică spațiului mediteranean între anii 800 i.Hr.  și 330 d.Hr. în istoria occidentală, cunoscută și ca epoca greco-romană  , care s-a caracterizat prin înflorire culturală și prosperitate comercială. 
Aceasta a debutat cu publicarea epopeelor Iliada și Odiseea de către Homer și s-a sfârșit cu fondarea Constantinopolului. 
Din secolul VIII i.Hr., orașele-state grecești au prosperat în Europa balcanică și au fondat colonii în nordul Africii și Asia Mică (Turcia de azi sau Anatolia), ceea ce a dus la răspândirea limbii grecești în întreg spațiul mediteranean. Cultura și limba greacă au ajuns răspândite și în Orientul Mijlociu după campaniile de cucerire ale lui Alexandru cel Mare.
Apexul epocii clasice a fost atins în momentul expansiunii Imperiului Roman care a răspândit cultură romană și limba latină prin procesul de romanizare în Europa, Africa și Orientul Apropiat.  Latina a devenit prima limba universală ce avea să fie folosită de Biserica Romano-Catolică la scară largă  și în timpul evului mediu.
Istoricii consideră ca epoca clasică a început cu publicarea epopeelor lui Herodot inspirate din mitologia greacă în secolul VIII î.Hr. și s-a încheiat cu răspândirea creștinismului în Europa și decăderea Imperiului Roman în secolul V d.Hr. Epoca clasică este succedată de Evul Mediu Timpuriu, cunoscut în istoriografie și ca epoca întunecată din cauza declinului cultrual și colapsului socio-economic al așezărilor urbane din Europa vestică. 
Antichitatea clasică după școlile europene este concepută însă dintr-o perspectica eurocentristă și nu acoperă civilizația persană, civilizația aksumita, civilizația cartagineza, nici civilizațiile celtice care sunt considerate "barbare", fiind o viziune idealizată a Europei pre-creștine după în cuvintele lui Edgar Allan Poe care spunea „gloria care a fost Grecia și măreția care a fost Roma”. 
În Grecia a fost dezvoltată filosofia din secolul VI i.Hr., marcând sfârșitul epocii arhaice din istoria civilizației grecești. Filsofii greci au comtemplat și teorizat idei diferite despre natura umană, etică și dilemele morale, filosofia fiind folosită pentru a da un sens lumii prin rațiune
În India, budismul și-a făcut apariția între secolele VI și IV i.Hr., ca o religie, dar și ca o filosofie creată de Gautama Buddha, și are drept scop depășirea suferinței cauzată de dorința și ignorarea adevăratei naturi a realității. 
În China secolului V i.Hr., confucianismul, care este perceput ca religie, filosofie, tradiție, curent umanist și rațional sau ca un mod de guvernare și de viață, a fost creat de filosoful Confucius pentru a exprima importantă familiei și armoniei sociale
Iar în Imperiul Persan era dominant zoroastrismul, o religie creată de profetul Zoroastru între secolele VII și VI i.Hr., ce avea la baza o cosmologie dualistica împărțită între bine și rău, punând bazele monoteismului, mesianismului, raiului, iadului, îngerilor și demonilor, precum și a credinței în liberul arbitru și judecată de apoi, toate acestea influențând iudaismul, gnosticismul și mai târziu, creștinismul. 
Budismul, zoroastrismul și confucianismul au apărut cu câteva secole înainte de nașterea lui Iisus Hristos, fondatorul religiei creștine. Creștinismul, având la baza iudaismul, o religie monoteistă,a fost răspândită de discipolii lui Iisus în Europa, Asia Mică, Mesopotamia, Levant, sudul Caucazului, Egipt și Etiopia, înfruntând persecuții și devenind "martiri". Creștinismul a fost legalizat și a devenit până la urmă religia oficială a Imperiului Roman din secolul IV d.Hr. și astfel și-a făcut debutul Biserica Creștină și Papalitatea. Creștinismul este cea mai răspândită religie din lume în prezent, având 2,8 miliarde de adepți. 
Cultura grecilor antici, împreună cu unele influențe din Orientul Apropiat antic, a stat la baza artei europene, a filosofiei, a societății și a educației, până în perioada imperială romană. Romanii au păstrat, imitat și răspândit această cultură în Europa, până când ei înșiși au fost capabili să concureze cu ea, iar lumea clasică a început să vorbească atât latină, cât și greacă. Această fundație culturală greco-romană a avut o influență imensă asupra lumii moderne. 
Tehnologia navigării, ingineria, sistemul monetar, instituțiile civice, mijloacele de recreație, tehnicile de călărit, industria fierului, arhitectura, construcțiile navale, poezia, teatrul, sculptură, filosofia politică, muzica, teologia și științe precum matematica, astronomia, geografia și biologia s-au dezvoltat în această perioadă, în Imperiul Roman,Atena, Imperiul Persan și Imperiul Chinez. 
Totodată, se dezvoltă instrucția militară, organizarea armatei și tacticile defensive. 
Fragmente ale culturii clasice au dus la Renașterea din secolul al XIV-lea. Renașteri neoclasice au mai avut loc între secolele XVIII și XIX. 

## Denumire
Antichitatea clasică corespunde perioadei de antichitate în care s-a dezvoltat civilizația greco-romană.
Noțiunea de „clasic” provine din latinescul classicus  , care se referă în Roma antică la clasele sociale (classis, categoriile impozabile ale cetățenilor), apoi, în contextul mai precis al criticii literare, la autori de nivel înalt, deci clasa superioară.
Termenul capătă un alt sens mai specific de a desemna momente istorice: „Într-un mod foarte general, vorbim de civilizații sau studii clasice despre Grecia antică și Roma ca surse și modele ale Occidentului. Într-un mod mai precis, se califică drept clasică încă din secolul al XIX-lea perioada istorică care vede apogeul orașelor grecești în secolele al V-lea și al IV-lea (490-338); arta acestei perioade este clasică în măsura în care a servit ulterior drept model. 
Această perioadă a fost privită în mod obișnuit ca fiind superioară Evului Mediu, servind drept referință la apropierea de perfecțiune în domeniul literar și artistic, Renașterea și clasicismul încercând să le reproducă. Curentele precum elenismul si barocul au fost considerate imitative, chiar „degenerate”.
Această idealizare și subiectivitatea marcată nu mai sunt cu adevărat adecvate în studiile istorice ale acestor perioade, care s-au opus în mod notabil aspectelor mai puțin strălucitoare ale acestor civilizații în ochii istoricilor moderni (excluderea femeilor din viața publică, sclavia, tratarea străinilor ca fiind inferiori, inegalitățile dintre clasele sociale), și punerea sub semnul întrebării a ideilor despre superioritatea acestei epoci față de civilizațiile „Orientale” sau Antichitatea târzie/Evul Mediu. Folosirea termenului „clasic” este totuși adesea păstrată în studiile istorice (mai ales pentru a desemna mai precis Grecia clasică), prin convenție, chiar dacă unii preferă să renunțe pentru denominațiuni mai neutre. 
Acolo unde lectura tradițională propune să se vadă două civilizații distincte succedându-se, o perioadă de dominație greacă premergând-o pe cea a dominației romane, se pare că o astfel de demarcație nu este relevantă, deoarece destinele civilizațiilor grecești și romane din Antichitate sunt atât de împletite încât ele pot fi privite ca una și aceeași civilizație, deoarece Roma își datorează în mare parte realizările civilizației grecești, iar cucerirea lumii grecești de către romani nu a pus capăt lumii orașelor grecești care au supraviețuit încă multe secole sub Imperiul Roman.

## Cronologie
- Perioada arhaică (776-480 î.Hr.): perioadă de formare a orașelor grecești, expansiune colonială în Marea Mediterană și Marea Neagră, adoptarea alfabetului, poeziile lui Homer și Hesiod, filozofii presocratici.
- Regalitate romană: întemeierea legendară a orașului în 753 î.Hr. conform tradiției romane, și se încheie în 509 î.Hr  odaă cu răsturnarea lui Tarquinus cel Superb, ultimul rege al Romei. Dincolo de mituri, este perioada de constituire a orașului Roma, marcatǎ de dominație etruscă.
- Republica Romană (509-27 î.Hr.): organizare politică în jurul magistraților aleși și a unui corp colegial, Senatul, constituirea unei forțe militare din ce în ce mai puternice care a supus treptat peninsula italiană, apoi vestul Mediteranei după înfrângerile Cartaginei (războaiele punice, între 264 și 146). Roma și-a stabilit imediat hegemonia asupra lumii elenistice, printr-o succesiune de anexări, extinzându-și dominația în Orientul Mijlociu și Egipt. Apariția culturii romane a limbii latine, sub o puternică influență greacă. Cuceririle au consecințe politice și economice care duc la apariția unor personaje puternice, generali învingători, care preiau treptat instituțiile republicane, până la Cezar , apoi Augustus care pune capăt acestui regim.
- Perioada clasică (480-323 î.Hr.): după ce au respins atacurile persane (în timpul războaielor persane), Atena și Sparta erau cele mai puternice două orașe ateniene, au ajuns apoi puteri rivale în războiul din Peloponez (431-404) . Confruntarea orașelor a continuat  până în secolul următor, odată cu ascensiunea Tebei și instaurarea hegemoniei macedonene. Perioada de înflorire culturală, centrată pe Atena: artă și arhitectură „clasică”, dezvoltarea filozofiei, retoricii, științelor etc. Această perioadă se încheie cu cucerirea Imperiului Persan de către Alexandru cel Mare, regele Macedoniei (335-323 î.Hr.).
- Perioada elenistică (323-31 î.Hr.): moștenitorii lui Alexandru au împărțit țările cucerite (Egiptul pentru Ptolemei, Orientul Apropiat pentru Seleucizi, Macedonia pentru Antigonizi), coexistând cu multe dinastii grecești sau elenizate. Proces de elenizare, cu răspândirea culturii grecești în regiunile cucerite. Continuarea tradițiilor artistice și intelectuale grecești.
- Grecia romană (din 146 până în 330 d.Hr.): Roma a intervenit în Grecia de la sfârșitul secolului al III-lea î.Hr. d.Hr., apoi a anexat Grecia și regatele elenistice în etape între 146 î.Hr. d.Hr., până în anul 31 î.Hr.  Grecia și Egiptul elenistic fac  parte din Imperiul Roman, a cărui parte de est este a culturii dominante grecești, punând bazele Imperiului Roman de Răsărit, al cărui act de naștere poate fi întemeierea Constantinopolului în 330.
- Imperiul Roman: fondat în anul 27 î.Hr. de  Augustus, durează până în 476 d.Hr.  n Occident, iar în Orient, prin Imperiul Bizantin, până în 1453.
- Perioada „Apogeului” (până în secolul al III-lea, cel mai târziu în 284) a văzut sfârșitul marii faze a expansiunii romane și se stabilizează odată cu constituirea granițelor (limes), regimul imperial este o monarhie absolută. , cu succesiune adesea furtunoasă. Epoca pax romana acoperă secolul al II-lea, între o lume latinizată în vest și o lume elenizată în est.
- Perioada „declinului” (c. 192/284, până în 476 în Occident, și 330 sau mai târziu în Orient), marcată de întărirea apărării imperiului după o perioadă de tulburări (instabilitate dinastică,  migrațiile popoarelor germnanice, atacurile persane) și împărțirea sa progresivă între Apus și Est, marcând începutul Antichității Târzii. Imperiul Roman de Apus a căzut treptat sub controlul dinastiilor germanice („barbare”), în timp ce în Orient imperiul a rămas în jurul Constantinopolului, „Noua Romă”, un imperiu grec. Această perioadă este marcată de creștinarea imperiului și a populațiilor sale.

## Revenirea
În politică, concepția romană târzie despre Imperiu ca stat universal, condus de un conducător suprem desemnat de Dumnezeu, unit cu creștinismul ca religie universală condusă de asemenea de un patriarh suprem, s-a dovedit foarte influentă, chiar și după dispariția autorității imperiale în vestul. Această tendință a atins apogeul când Carol cel Mare a fost încoronat „împărat roman” în anul 800, act care a dus la formarea Sfântului Imperiu Roman. Din această perioadă datează ideea că un împărat este un monarh care depășește un simplu rege. În acest ideal politic, ar exista întotdeauna un Imperiu Roman, un stat a cărui jurisdicție s-a extins prin întreaga lume civilizată occidentală.
Acest model a continuat să existe în Constantinopol pentru întregul Ev Mediu; împăratul bizantin era considerat suveranul întregii lumi creștine. Patriarhul Constantinopolului era cel mai înalt cleric al Imperiului, dar chiar și el era subordonat Împăratului, care era „vicegerentul lui Dumnezeu pe Pământ”. Bizantinii vorbitori de greacă și descendenții lor au continuat să se numească „romani” până la crearea unui nou stat grec în 1832.
După căderea Constantinopolului în 1453, țarii ruși (un titlu derivat de la Cezar) au revendicat mantaua bizantină drept campioni al Ortodoxiei; Moscova a fost descrisă drept „A treia Roma”, iar țarii au condus ca împărați numiți de Dumnezeu în secolul al XX-lea.
În ciuda faptului că autoritatea laică romană occidentală a dispărut în întregime în Europa, a lăsat încă urme. Papalitatea și Biserica Catolică în special au menținut limba, cultura și alfabetizarea latină timp de secole; până astăzi papii sunt numiți Pontifex Maximus, care în perioada clasică era un titlu aparținând împăratului, iar idealul creștinătății a continuat moștenirea unei civilizații europene unite chiar și după ce unitatea sa politică a dispărut.
Ideea politică a unui Împărat în Vest care să se potrivească cu Împăratul din Răsărit a continuat după prăbușirea Imperiului Roman de Apus; a fost reînviat prin încoronarea lui Carol cel Mare în 800, dar și de Sfântul Imperiu Roman care a domnit asupra Europei centrale până în 1806.
Ideea Renașterii conform căreia virtuțile romane clasice s-au pierdut sub medievalism a fost deosebit de puternică în politica europeană a secolelor al XVIII-lea și al XIX-lea. Reverenta pentru republicanismul roman a fost puternică în rândul Părinților Fondatori ai Statelor Unite și al revoluționarilor din America Latină; americanii și-au descris noul guvern ca o republică (de la res publica) și i-au dat un Senat și un Președinte (un alt termen latin), mai degrabă decât să folosească termenii englezi disponibili, cum ar fi Commonwealth sau parlament.
În mod similar, în Franța revoluționară și napoleonică, republicanismul și virtuțile marțiale romane au fost susținute de stat, așa cum se poate vedea în arhitectura Panthéonului, Arcul de Triumf și picturile lui Jacques-Louis David. În timpul revoluției, Franța însăși a urmat tranziția de la regat la republică la dictatură la Imperiu  pe care Roma o suferise cu două milenii mai devreme.
Clasicismul a fost un curent literar-artistic, având centrul de iradiere în Franța, ale cărui principii au orientat creația artistică europeană între secolele al XVII-lea și al XVIII-lea. Pornind de la modelele artistice (arhitectură, sculptură, literatură) ale Antichității, considerate ca întruchipări perfecte ale idealului de frumusețe și armonie, clasicismul aspiră să reflecte realitatea în opere de artă desăvârșite ca realizare artistică, opere care să-l ajute pe om să atingă idealul frumuseții morale. Urmărind crearea unor opere ale căror personaje să fie animate de înalte idealuri eroice și principii morale ferme, scriitorii clasici s-au preocupat în mod special de crearea unor eroi ideali, legați indisolubil de soarta statului, înzestrați cu cele mai înalte virtuți morale și capabili de fapte eroice, inspirați după eroii greci. 
Neoclasicismul european în artele vizuale a apărut în aproximativ 1760 în opoziție cu rococoul dominant atunci. Arhitectura rococo accentuează grația, ornamentația și asimetria; arhitectura neoclasică se bazează pe principiile simplității și simetriei, care erau văzute ca virtuți ale artelor Romei și Greciei antice și preluate de clasicismul renascentist din secolul al XVI-lea. Fiecare „neo”clasicist selectează unele modele din gama de posibile clasice care îi sunt disponibile și le ignoră pe altele. Scriitorii și vorbitorii neoclasici, patronii și colecționarii, artiștii și sculptorii din anii 1765–1830 aduceau un omagiu unei idei legate de generația lui Phidias, dar exemplele de sculptură adoptate erau mai probabil copii romane ale sculpturilor elenistice. Ei ignorau atât arta greacă arhaică, cât și operele din Antichitatea târzie.  